# Cisticola erythrops
Cisticola erythrops е вид птица от семейство Cisticolidae.

## Разпространение
Видът е разпространен в Ангола, Бенин, Ботсвана, Буркина Фасо, Бурунди, Камерун, Централноафриканската република, Република Конго, Демократична република Конго, Кот д'Ивоар, Етиопия, Габон, Гамбия, Гана, Гвинея, Кения, Либерия, Малави, Мали, Мавритания, Мозамбик, Намибия, Нигерия, Руанда, Сенегал, Сиера Леоне, Южна Африка, Южен Судан, Судан, Свазиленд, Танзания, Того, Уганда, Замбия и Зимбабве.